# Comuna Săhăteni, Buzău
Săhăteni (denumită în trecut Vintileanca sau Găgeni-Vintileanca) este o comună în județul Buzău, Muntenia, România, formată din satele Găgeni, Istrița de Jos, Săhăteni (reședința) și Vintileanca.

## Geografie
Comuna se află la poalele Dealurilor Istriței (care încep în extremitatea nordică a comunei), în zona de câmpie piemontană. Satele Săhăteni (reședința comunei) și Istrița de Jos se află în partea de nord, pe DN1B (E577), drum național european ce leagă orașele Ploiești și Buzău. Satele Găgeni și Vintileanca se află mai înspre sud, mai adânc în zona de câmpie, ultimul fiind plasat în extremitatea sudică a comunei. La Istrița de Jos, DN1B se intersectează cu șoseaua județeană DJ103R, care spre nord o leagă de Breaza, spre sud deservește satele Găgeni și Vintileanca, și duce către Amaru. În sistemul de transport feroviar, comuna este deservită de gara Săhăteni (fostă Vintileanca) aflată pe calea ferată București–Galați–Roman, între stațiile Buzău și Mizil.

## Demografie
Componența etnică a comunei Săhăteni
     Români (93,33%)
     Alte etnii (0,14%)
     Necunoscută (6,53%)
Componența confesională a comunei Săhăteni
     Ortodocși (91,78%)
     Penticostali (1,02%)
     Alte religii (0,32%)
     Necunoscută (6,88%)
Conform recensământului efectuat în 2021, populația comunei Săhăteni se ridică la 2.835 de locuitori, în scădere față de recensământul anterior din 2011, când fuseseră înregistrați 3.248 de locuitori. Majoritatea locuitorilor sunt români (93,33%), iar pentru 6,53% nu se cunoaște apartenența etnică. Din punct de vedere confesional, majoritatea locuitorilor sunt ortodocși (91,78%), cu o minoritate de penticostali (1,02%), iar pentru 6,88% nu se cunoaște apartenența confesională.

## Politică și administrație
Comuna Săhăteni este administrată de un primar și un consiliu local compus din 13 consilieri. Primarul, Marius Alexandru[*], de la Partidul Social Democrat, este în funcție din octombrie 2020. Începând cu alegerile locale din 2024, consiliul local are următoarea componență pe partide politice:
|  | Partid                    | Consilieri | Componența Consiliului | Componența Consiliului | Componența Consiliului | Componența Consiliului | Componența Consiliului | Componența Consiliului | Componența Consiliului |
|  | ------------------------- | ---------- | ---------------------- | ---------------------- | ---------------------- | ---------------------- | ---------------------- | ---------------------- | ---------------------- |
|  | Partidul Național Liberal | 7          |                        |                        |                        |                        |                        |                        |                        |
|  | Partidul Social Democrat  | 6          |                        |                        |                        |                        |                        |                        |                        |

## Istorie
La sfârșitul secolului al XIX-lea, comuna făcea parte din plasa Tohani a județului Buzău, se numea Vintileanca și era formată din cătunele Vintileanca, Gemenile, Găgenii de Sus, Găgenii de Jos, Săhătenii de Sus, Săhătenii de Jos. Avea pe atunci 1230 de locuitori și o suprafață de 6.280 ha. Dicționarul județului Buzău, alcătuit de Basil Iorgulescu și inclus în Marele dicționar geografic al Romîniei compilat de George Lahovari, arată că din satele comunei, la începutul secolului al XIX-lea existau doar Săhăteni și Găgeni, acesta din urmă dezvoltându-se în secolul al XVIII-lea în jurul unui depozit unde se stocau mărfuri aduse de la Brașov. Vintileanca a luat ființă după 1830, iar după împroprietărirea din 1864 din timpul lui Alexandru Ioan Cuza toate aceste sate au fost grupate în comuna Găgeni-Vintileanca (denumită mai frecvent Vintileanca).
În 1925, Anuarul Socec consemnează comuna Găgeni-Vintileanca în aceeași plasă, cu satele Găgenii de Jos, Găgenii de Sus, Săhătenii de Jos, Săhătenii de Sus, Vintileanca și Voinești, totalizând 2046 de locuitori. Comuna Săhăteni, având satele Săhătenii de Jos, Săhătenii de Sus și Poșta, s-a separat temporar de Găgeni-Vintileanca în 1931.
În perioada comunistă, teritoriul comunei a făcut parte între 1950 și 1952 din raionul Mizil al regiunii Buzău și apoi între 1952 și 1968 din raionul Mizil al regiunii Ploiești. La reforma administrativă din 1968, comunele Vintileanca și Săhăteni au fost reunite, sub numele de Săhăteni; de atunci comuna are această alcătuire, satele Săhătenii de Jos, Săhătenii de Sus și Pepiniera Istrița formând satul Săhăteni, iar satul Voinești fiind inclus în satul Vintileanca.

## Monumente istorice

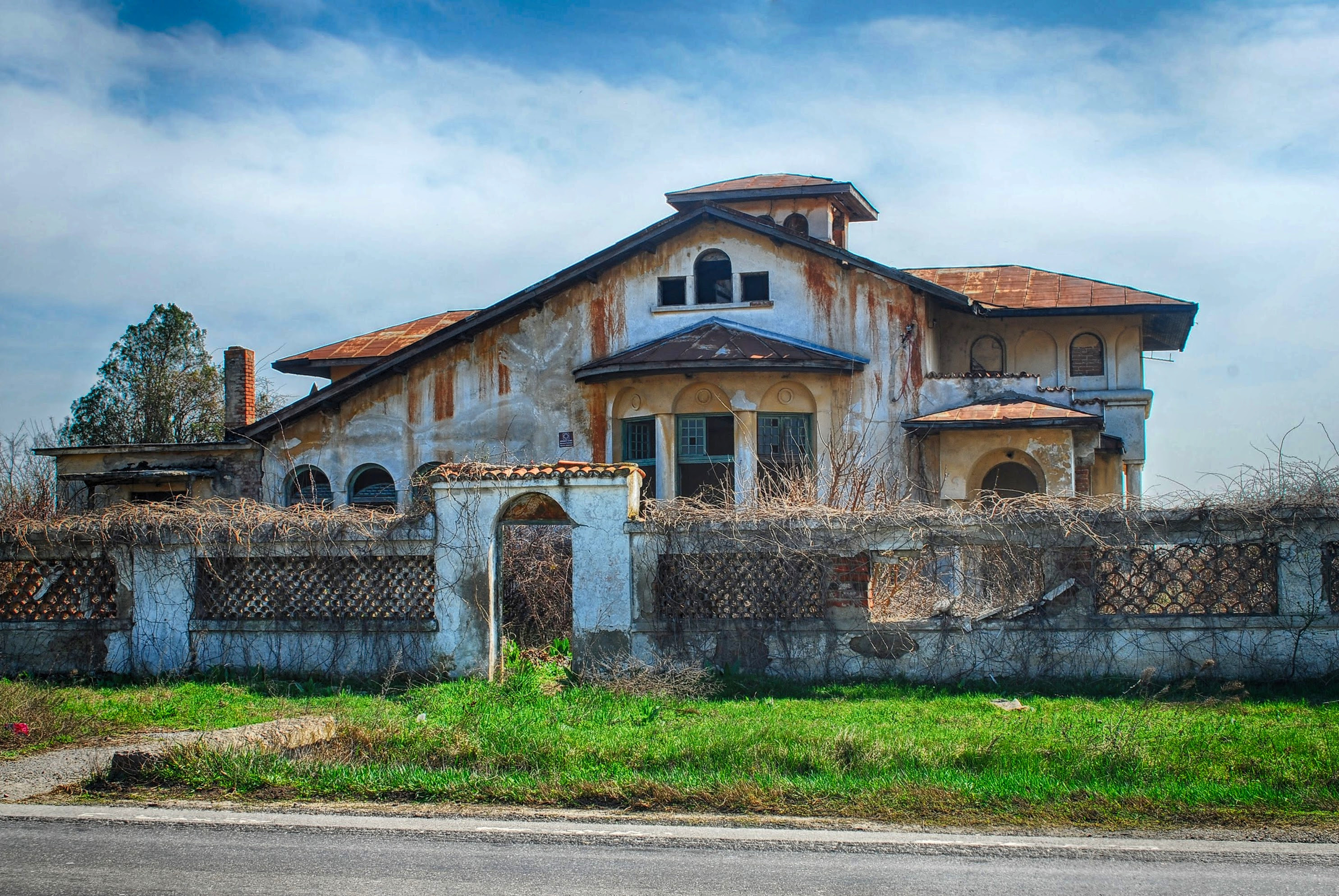
Conacul D. Hariton din Săhăteni, monument istoric

Patru obiective din comuna Săhăteni sunt incluse în lista monumentelor istorice din județul Buzău, ca monumente de interes local. Două sunt clasificate ca situri arheologice și două — ca monumente de arhitectură.
Situl arheologic de la Istrița de Jos, aflat în luncă, „la movilă”, cuprinde o așezare și o necropolă din epoca migrațiilor, aparținând culturii Cerneahov din secolul al IV-lea, precum și o așezare medievală din secolele al XVI-lea–al XVII-lea și o necropolă din secolele al XVIII-lea–al XIX-lea. Situl de la Săhăteni cuprinde, în mai multe locații, o așezare și o necropolă din eneolitic (mileniul al IV-lea î.e.n.), două așezări din Epoca Bronzului (mileniile al III-lea–al II-lea î.e.n.), o necropolă din Epoca Fierului (mileniul I î.e.n.), o așezare medievală timpurie aparținând culturii Dridu (secolul al IX-lea), o altă necropolă medievală mijlocie (secolele al XIII-lea–al XV-lea) și o așezare medievală târzie din secolele al XVI-lea–al XVIII-lea.
Cele două monumente de arhitectură sunt conacul Gheorghe D. Hariton (1930), aflat în satul Săhăteni și pepiniera Istrița (sfârșitul secolului al XIX-lea), aflată la est de satul Săhăteni, pe marginea șoselei către Buzău.

## Economie
Regiunea din care face parte Săhăteni reprezintă o importantă zonă viticolă din centrul României, Podgoria Dealu Mare, aici aflându-se mai multe centre de colectare și tratare a viilor.